# Konusspinne
Die Konusspinne (Cyclosa conica) ist eine Spinnenart aus der Familie der  Echten Radnetzspinnen. Körperbau und Färbung der Art sind sehr ungewöhnlich, aufgrund ihrer geringen Größe, ihrer hervorragenden Tarnung und des relativ speziellen Lebensraumes wird die Art trotzdem kaum bemerkt. Sie ist in Mitteleuropa weit verbreitet und häufig.
Die Arachnologische Gesellschaft kürte die Konusspinne zur Spinne des Jahres 2016.

## Merkmale
Der Geschlechtsdimorphismus zwischen den Geschlechtern ist bezüglich Größe und Färbung deutlich ausgeprägt. Die Art bleibt relativ klein; Männchen werden 4,0–4,5 mm lang, Weibchen erreichen eine Körperlänge von 6,0 bis 7,0 mm.
Beim Weibchen ist das Prosoma einfarbig lackschwarz. Das Opisthosoma ist in einen stumpfen, schräg nach oben ragenden Höcker verlängert, dem die Art ihren Namen verdankt. Die Färbung des Opisthosomas variiert sehr, es zeigt auf grauem, braunem, roten oder schwarzem Grund eine mehr oder weniger ausgedehnte, unregelmäßige, weiße Fleckenzeichnung. Meist ist der Rücken etwas dunkler abgesetzt. Die Beine sind dunkel geringelt. In Ruhestellung sitzt die Konusspinne in der Netzmitte mit um das Prosoma angezogenen Beinen, so dass dieses kaum erkennbar ist. 
Beim Männchen ist das Prosoma ebenfalls einfarbig schwarz. Das Opisthosoma ist nach hinten nur schwach höckerartig verlängert. Die hellen Beine sind breit schwarzbraun und braun geringelt.  

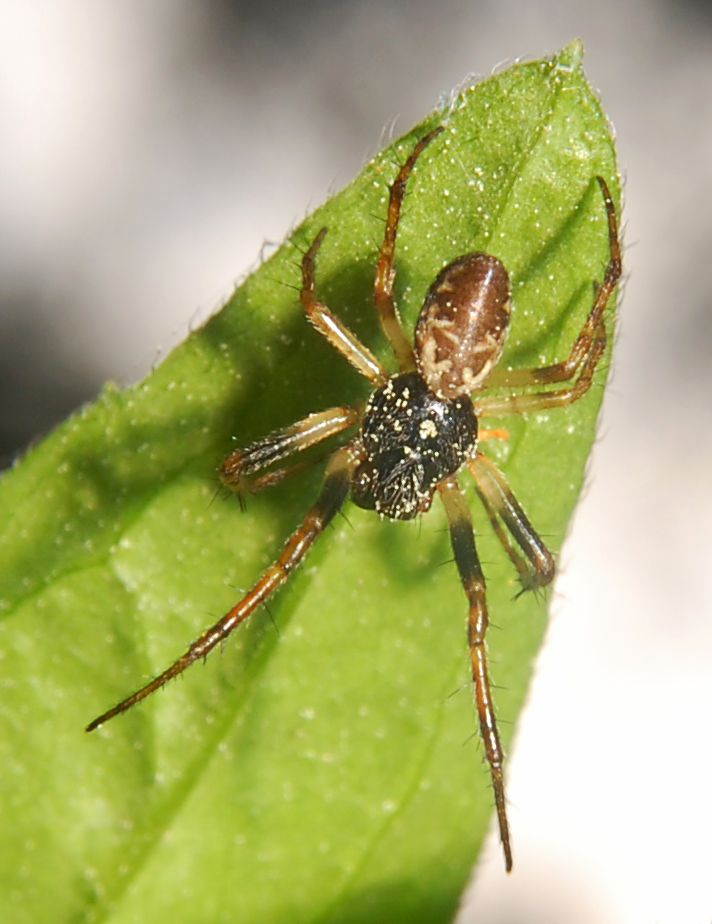
Männchen der Konusspinne

## Verbreitung und Lebensraum
Die Verbreitung der Konusspinne umfasst ganz Europa und darüber hinaus die gesamte Holarktis. Die Art ist hinsichtlich des Klimas offenbar sehr anpassungsfähig und kommt in arktischen bis subtropischen Klimazonen vor. 
Sie besiedelt vor allem junge und recht dunkle Nadelholzbestände, wo das Netz an den unteren, trockenen Zweigen befestigt wird. Sie kommt aber auch an sonnigen Waldwegen vor.

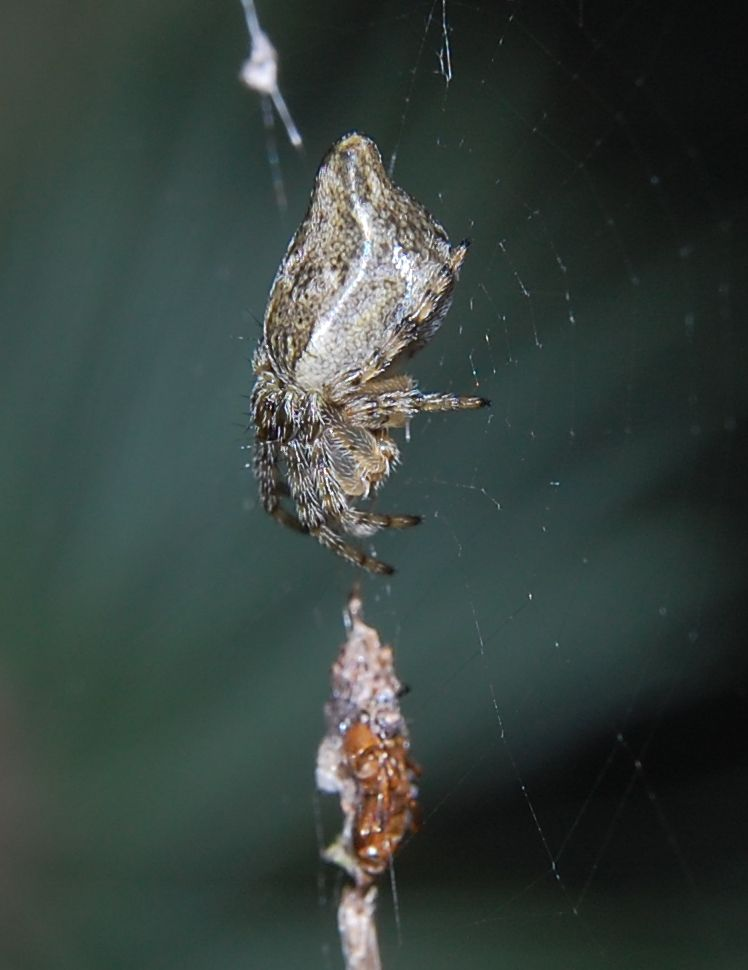
Weibchen der Konusspinne in Ruhestellung im Netz. Unterhalb der Spinne sind zahlreiche Beutereste im Netz gelagert

## Lebensweise
Das Netz ist regelmäßig, sehr feinmaschig und wird senkrecht in Höhen von 1 bis 2 m über dem Boden gebaut. Das Netz zeigt häufig ober- und unterhalb der Nabe ein etwa 2 cm langes Stabiliment, dort werden außerdem Beutereste gelagert. Normalerweise sitzt die Konusspinne immer in der Netzmitte, so dass sie zwischen diesen Beuteresten sehr gut getarnt ist. Bei Störungen wird das Netz in Schwingung versetzt, so dass die Spinne zwischen Beuteresten und Stabiliment nicht mehr erkennbar ist. Der Kokon wird im Hochsommer an einem Zweig in Netznähe angelegt. Er ist mit lockeren, goldgelben Fäden umhüllt.

## Gefährdung
Die Art ist weit verbreitet und in geeigneten Habitaten häufig. Sie wird in Deutschland in der Roten Liste als „ungefährdet“ eingestuft.